# Фернандес, Давид (футболист, 2006)
Дави́д Эмануэ́ль Ферна́ндес Фари́нья (исп. David Emanuel Fernández Fariña; род. 5 января 2006) — парагвайский футболист, нападающий клуба «Соль де Америка».

## Клубная карьера
Фернандес — воспитанник клуба «Соль де Америка». 9 мая 2023 года в матче против «Депортиво Сантани» он дебютировал в парагвайской Примере. В этом же поединке Давид забил свой первый гол за «Соль де Америка». Летом того же года Фернандес перешёл в «Спортиво Триниденсе». 29 июля в матче против «Олимпии» он дебютировал за новую команду. 5 августа в поединке против «Серро Портеньо» Давид забил свой первый гол за «Спортиво Триниденсе». 

## Международная карьера
В 2023 году в составе юношеской сборной Парагвая Фернандес принял участие в домашнем юношеском чемпионате Южной Америки. На турнире он сыграл в матчах против сборных Бразилии, Аргентины, Боливии, Перу, Эквадора и дважды Венесуэлы.
В 2025 году в Фернандес в составе молодёжной сборной Парагвая принял участие в молодёжном чемпионате Южной Америки в Венесуэле. На турнире он сыграл в матчах против сборных Колумбии, Перу, Венесуэлы, Бразилии, Аргентины, Чили и дважды Уругвая.